# Heterobelba spumosa
Heterobelba spumosa är en kvalsterart som beskrevs av Sandór Mahunka 1983. Heterobelba spumosa ingår i släktet Heterobelba och familjen Heterobelbidae. Inga underarter finns listade i Catalogue of Life.